# پیچو پیچو
پیچو پیچو (به اسپانیایی: Pichu Pichu) یک کوه و آتشفشان چینه‌ای در پرو است که در منطقه ارکیپا واقع شده‌است. پیچو پیچو ۵٬۶۶۴ متر بالاتر از سطح دریا واقع شده‌است.